# Médis
Médis är en kommun i departementet Charente-Maritime i regionen Nouvelle-Aquitaine i västra Frankrike. Kommunen ligger  i kantonen Saujon som ligger i arrondissementet Saintes. År 2022 hade Médis 3 041 invånare.

## Befolkningsutveckling
Antalet invånare i kommunen Médis
Referens:INSEE